# آگو-اندریک کرگه
آگو-اندریک کرگه (استونیایی: Ago-Endrik Kerge; ۸ آوریل ۱۹۳۹ – ۲۵ آوریل ۲۰۲۱) بازیگر، کارگردان، رقصنده باله، سیاستمدار و نماینده مجلس اهل استونی بود.